# Corcondray
Corcondray és un municipi francès situat al departament del Doubs i a la regió de Borgonya - Franc Comtat. L'any 2007 tenia 117 habitants.

## Demografia
El 2007 tenia 117 habitants. Hi havia 51 famílies de les quals 16 eren unipersonals, 57 habitatges: 51 habitatges principals, tres segones residències i tres desocupats.

## Economia
El 2007 la població en edat de treballar era de 78 persones, 63 eren actives i 15 eren inactives. Hi havia una empresa alimentària, una empresa de construcció, una empresa de comerç i reparació d'automòbils, tres empreses de serveis.
L'any 2000 a Corcondray hi havia set explotacions agrícoles.

## Llocs d'interés
- Ruïnes del castell de Corcondray, del segle xiii[5]
- Església de Pere i Paul